# Wilhelm Gaigalat

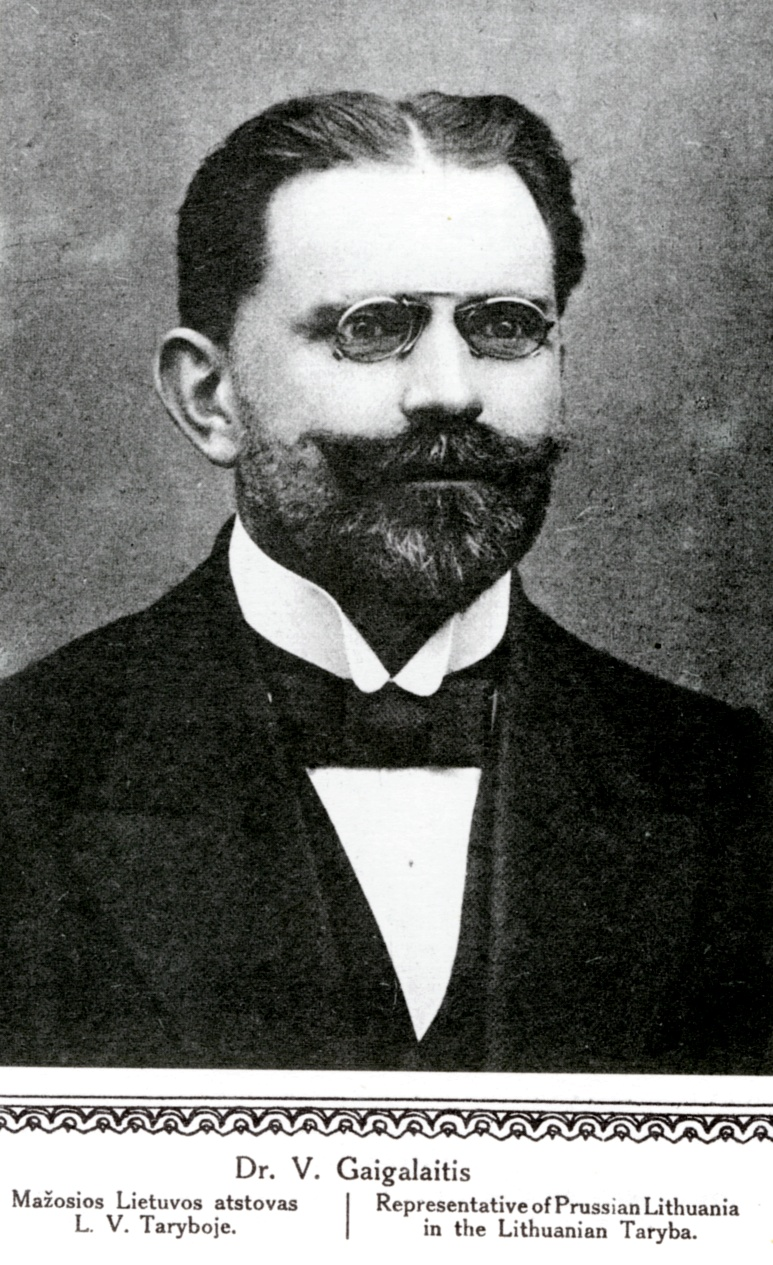
Wilhelm Gaigalat als Mitglied der Lietuvos Taryba

Wilhelm (Wilems) Gaigalat, litauisch: Vilius Gaigalaitis, (* 27. September 1870 in Heydebruch, Kreis Tilsit-Ragnit; † 30. November 1945 in Bretten) war ein preußisch-litauischer Pfarrer und Mitglied im preußischen Abgeordnetenhaus.

## Leben
Er war der Sohn des Gutsbesitzers Nikkelis Miks Gaigalait (1816–1894) aus Sokaiten und der Aduzze Ida Austyns (1831–1893) aus Jogauden bei Tilsit (heute eine Wüstung in der Gemeinde Pagėgiai). Nach dem Schulbesuch in Memel und Tilsit studierte er Theologie und Philologie an den Universitäten Königsberg und Berlin.
Gaigalat wirkte  als Pfarrer in Ramučiai (deutsch Ramutten bei Šilutė; deutsch Heydekrug; 1900–1902), Priekulė (deutsch Prökuls; 1902–1915) und Katyčiai (deutsch Coadjuthen; 1915–1919). Er war 1926 bis 1933 Präsident des Evangelisch-Lutherischen Konsistoriums und 1925 bis 1936  Professor an der Evangelisch-Theologischen Fakultät Kaunas. 1937 nahm er an der Weltkonferenz der Bewegung für praktisches Christentum in Oxford teil. Memel-Heydekrug vertrat Gaigalat 1903 bis 1918 (1908 und 1913 wiedergewählt) als preußischer Abgeordneter. Am 2. Mai 1918 stimmten Gaigalat und der christlich-soziale Abgeordnete Wilhelm Wallbaum (1876–1933) im Preußischen Abgeordnetenhaus als einzige Angehörige der konservativen Fraktion – beide Hospitanten – für ein gleiches Wahlrecht anstelle des Mehrstimmenwahlrechtes.
Gaigalat wurde 1919 als Pfarrer pensioniert und 1920 Mitglied des Litauischen Staatsrates.
1941 musste Gaigalat mit seiner Ehefrau (∞ 1911) Marie Sophie, geb. Dietze (1876–1965) aus Frankfurt am Main, Litauen verlassen. Sie siedelten in das Deutsche Reich über, wo ihnen allerdings die deutsche Staatsangehörigkeit trotz mehrerer Bittgesuche an Adolf Hitler nicht verliehen wurde. Nach Aufenthalten in Frankfurt am Main und Bad Homburg wurden Gaigalat und seine Frau im November 1942 in Bretten von der Familie ihres Schwagers Ernst Joseph Edmund Beuttenmüller (1864–1940), Teilhaber der Metallwarenfabrik C. Beuttenmüller u. Cie, und ihrem Neffen Otto Beuttenmüller aufgenommen.
Entsprechend seinem Testament wurden die sterblichen Überreste von Wilhelm Gaigalat und seiner Frau nach der Wiedererlangung der litauischen Unabhängigkeit am 26. März 1994 von Bretten auf den Elniškė-Friedhof in der Nähe von Priekulė umgebettet.

## Werke (Auswahl)
- Die Wolfenbütteler litauische Postillenhandschrift aus dem Jahre 1573, Bd. I Einleitung und Lautlehre. (diss. phil. Königsberg i.Pr.). Mauderode, Tilsit 1900 = Mitteilungen der Litauischen Literarischen Gesellschaft 5 (1900), S. 1–57 (Google-Books); Bd. II zur wortbildungslehre. zur deklination. Textproben. Lexikalisches = Mitteilungen der Litauischen Literarischen Gesellschaft 5 (1900), S. 117–165 (Google-Books); Bd. III zur konjugation = Mitteilungen der Litauischen Literarischen Gesellschaft 5 (1900), S. 231–247 (Google-Books)
- Die evangelische Gemeinschaftsbewegung unter den preußischen Litauern: Geschichtliches und Gegenwärtiges. Königsberg 1904, kpbc.umk.pl (übersetzt ins Polnische von Aleksander W. Bauknecht & Dawid R. Banach: "Ewangelicki ruch gromadkarski wśród Litwinów pruskich. Historia i teraźniejszość", Olsztyn 2016).
- Die litauisch-baltische Frage. Verlag der Grenzboten, Berlin 1915 (digitale-sammlungen.de)
- Litauen das besetzte Gebiet, sein Volk und dessen geistige Strömungen. Vereinsdruckerei, Frankfurt am Main 1917 (archive.org)
  - (französisch) Adam Vilimovicz[6] (Übers. und Hrsg.): La Lituanie. le territoire occupé, la population et l'orientation de ses idées. Atar, Genf o. J. [1918] (archive.org)
- (Pseudonym) Lituanus Alter: Die litauische Königswahl und die Beziehungen zwischen Deutschland und Litauen. o. O. o. J. [um 1918; als Manuskript gedruckt]
- Die evangelisch-lutherische Kirche in Litauen, ihre Nöte und Kämpfe im Zeitraum von 1925 bis 1929 im Auftrag des Konsistoriums dieser Kirche auf Grund amtlichen Materials dargestellt. Kommissionsverlag der „Sandora“ Buchhandlung, Memel-Klaipėda 1929
- Lietuvos evangelikų bažnytinio gyvenimo problemos (= Probleme des litauischen evangelischen Kirchenlebens). Kommissionsverlag der „Sandora“ Buchhandlung, Klaipėda 1935 (archive.org)
- Atsiminimai (Erinnerungen) (Mažosios Lietuvos Fondo leidinys / Foundation of Lithuania Minor 18). Klaipėdos Univ. Leidykla, Klaipėda 1998 (archive.org)